# Paul Auguste Danguy
Paul Auguste Danguy (Gagny, 7 agosto 1862 – 5 febbraio 1942) è stato un botanico francese.
Dal 1885 al 1928 ha lavorato presso il Muséum National d'Histoire Naturelle di Parigi, dove dal 1913 in poi, ha servito come vice direttore nel laboratorio di fanerogame. Nel 1888 divenne membro della Société botanique de France, nella quale è stato, in seguito, nominato segretario (1891) e vice-presidente (1922).
Come tassonomista ha circoscritto i generi botanici Decarydendron, Hedycaryopsis, Schrameckia, Terminaliopsis e Thouvenotia così come numerose specie. Il genere Danguyodrypetes (famiglia Putranjivaceae) è stato chiamato in suo onore da Jacques Désiré Leandri.
Con Henri Lecomte, è stato coautore di "Madagascar: les bois de la forêt d'Analamazaotra.